# Tour de Suisse 1964
Die 28. Tour de Suisse fand vom 11. bis 17. Juni 1964 statt. Sie führte über sieben Etappen und eine Gesamtdistanz von 1264 Kilometern.
Gesamtsieger wurde der Schweizer Rolf Maurer. Die Rundfahrt startete erstmals nicht in Zürich, sondern in Murten, mit 63 Fahrern, von denen 46 Fahrer in Lausanne ins Ziel kamen.

## Etappen
| Etappe    | Tag      | Start – Ziel         | km       | Etappensieger           | Gesamtwertung  |
| --------- | -------- | -------------------- | -------- | ----------------------- | -------------- |
| 1. Etappe | 11. Juni | Murten – Küssnacht   | 195      | René Van Damme          | René Van Damme |
| 2. Etappe | 12. Juni | Küssnacht – Delsberg | 191      | Rolf Maurer             | Rolf Maurer    |
| 3. Etappe | 13. Juni | Delsberg – Basel     | 71 (EZF) | Rolf Maurer             | Rolf Maurer    |
| 4. Etappe | 14. Juni | Basel – Pfäffikon    | 154      | Werner Weber            | Rolf Maurer    |
| 5. Etappe | 15. Juni | Pfäffikon – Glarus   | 158      | José-Martin Colmenarejo | Rolf Maurer    |
| 6. Etappe | 16. Juni | Näfels – Locarno     | 237      | Werner Weber            | Rolf Maurer    |
| 7. Etappe | 17. Juni | Pallanza – Lausanne  | 258      | Robert Hagmann          | Rolf Maurer    |